# Господарський суд Львівської області
Господа́рський суд Льві́вської о́бласті — місцевий спеціалізований господарський суд першої інстанції загальної юрисдикції, розташований в місті Львові, юрисдикція якого поширюється на Львівську область.

## Компетенція
Місцевий господарський суд керуються при здійсненні судочинства Господарським процесуальним кодексом України. Він розглядає господарські справи, тобто ті, що виникають у зв'язку із здійсненням господарської діяльності юридичними особами та фізичними особами-підприємцями. Це, зокрема, справи про стягнення заборгованості за договорами, про чинність договорів, про відшкодування шкоди, про банкрутство, про захист права власності, корпоративні спори та ін.
Господарський суд розглядає справу, як правило, за місцезнаходженням відповідача, тобто якщо офіційна адреса відповідача зареєстрована на території юрисдикції цього суду.

## Розташування
Адреса суду — 79014, м. Львів, вул. Личаківська, 128.
Будівля суду розташована на одній з найголовніших вулиць міста. До будівлі суду можна доїхати трамваями № 2 та № 10.

### Керівництво
| Посада                | П.І.Б.                     | Прийом громадян  |
| --------------------- | -------------------------- | ---------------- |
| Голова суду           | Матвіїв Ростислав Ігорович | ПН 10:00 - 12:00 |
| Заступник Голови суду | Мазовіта Андрій Богданович |                  |

## Розслідування
2024 року правоохоронці піймали суддю Василя Артимовича та колишнього голову цього суду на хабарництві в розмірі 75 тисяч доларів. Вони вимагали від бізнесмена $1 млн, обіцяючи обіцяли ухвалення потрібних рішень у судових справах у провадженні одного з апеляційних господарських судів.
У грудні 2024 року Вищий антикорупційний суд обрав запобіжний захід колишньому голові Господарського суду Львівської області у вигляді арешту з заставою 12 млн грн.